# منزل ديمانج عبد الغني
منزل ديمانج عبد الغني هو منزل تاريخي يقع في بلدة ميرليماو، على بعد حوالي 22 كيلومترًا من مدينة ملقا باتجاه موار، ماليزيا. يتميز هذا المنزل بتصميم معماري فريد يمزج بين أنماط معمارية مختلفة، وقد تم بناؤه في عام 1914 على يد داتوك بنجولو ديمانج عبد الغني، الذي كان زعيمًا لمنطقة ميرليماو في ذلك الوقت. يُعرف المنزل بطرازه المعماري المختلط، حيث يضم عناصر معمارية تمثل ثقافات وأعراقًا متعددة، مما يجعله نموذجًا فريدًا يعكس التنوع الثقافي في المنطقة.
بعد وفاة بنجولو ديمانج عبد الغني، انتقل المنزل إلى ابنه محمد نتار، الذي تولى منصب والده، ومنذ ذلك الحين أصبح المنزل يُعرف باسم منزل بنجولو محمد نتار.